# Peter Lisec
Peter Lisec (* 8. April 1937; † 17. August 2009 in Biberbach) war ein österreichischer Industrieller im Maschinenbau.

## Leben und Wirken
Nach seiner Ernennung zum Glasermeister gründete Peter Lisec am 20. Oktober 1961 die Firma Glastechnische Industrie Peter Lisec. Nach Anfängen mit Acrylglasplatten und Spiegelherstellung wurde 1966 mit der fabrikmäßigen Herstellung von Isolierglas begonnen. Diese damals am europäischen Markt neue Technologie wurde auf selbst gefertigten Maschinen produziert. Bis zu seinem Ableben wurde das Unternehmen zu einem Konzern mit rund 2000 Mitarbeitern ausgebaut.
- 1968: Eigenes Markenzeichen und erste Patentanmeldungen zur Herstellung von Isolierglas
- 1971: Start des Exports von Lisec Maschinen
- 1993: Gründung der LiSEC Maschinenbau GmbH in Seitenstetten[1]

Peter  Lisec war zweimal verheiratet. Aus seinen beiden Ehen stammen insgesamt fünf Kinder.

## Ehrungen und Auszeichnungen
- 2006:  Staatspreis für Innovation[2]
- 2007: Großes Ehrenzeichen für Verdienste um die Republik Österreich

## Belege
1. ↑  Peter Lisec | Unternehmensgeschichte – LiSEC.com. Abgerufen am 3. Februar 2021.
2. ↑  Staatspreis Innovation für Lisec | Zeitung der Wirtschaftskammer Niederösterreich. Abgerufen am 3. Februar 2021.

| Personendaten    | Personendaten                                     |
| ---------------- | ------------------------------------------------- |
| NAME             | Lisec, Peter                                      |
| ALTERNATIVNAMEN  | Lisec, Peter sen.                                 |
| KURZBESCHREIBUNG | österreichischer Maschinenbauer und Industrieller |
| GEBURTSDATUM     | 8. April 1937                                     |
| STERBEDATUM      | 17. August 2009                                   |
| STERBEORT        | Biberbach (Niederösterreich)                      |